# Ellas
Ellas é uma telenovela mexicana, produzida pela Televisa e exibida em 1967 pelo Telesistema Mexicano.

## Elenco
- Hilda Aguirre
- Lourdes Baledón
- Carmen Salas
- Luis Aragón